# 佩雷拉 (米兰德拉)
佩雷拉是葡萄牙布拉干萨区的一个堂区。总面积7.5平方公里，总人口245人，人口密度32.7人/平方公里。